# مدينة الزمرد سري
مدينة الزمرد سري (بالإنجليزية: Emerald City Confidential)‏ هي لعبة كمبيوتر من صنف التأشير والنقر صممها ديف غيلبرت وطورت من قبل شركته وادجيت آي ونشرت في موقع بلاي فيرست. تقع أحداث اللعبة في عالم أوز، وهي مستوحاة من أفلام النوار.

## القصة
تتبع اللعبة قصة بيترا، وهي المفتشة الخاصة الوحيدة في مدينة الزمرد عاصمة عالم أوز بعد نحو عشرين عاما من الحرب التي انتصر فيها أهل أوزن على شعب الفانفازم. أتت إليها امرأة غامضة تدعى دي غايل، حيث اختفى خطيبها وستدفع لبيترا الكثير لتعثر عليه، فتوافق بيترا لعدم وجود عمل آخر. ولكن ما بدأ كقضية بسيطة هدفها البحث عن شخص مفقود أخذها إلى عالم الإجرام والفساد في مدينة الزمرد وإلى أبعد منها، وتقابل العديد من الشخصيات في عالم أوز وبعض الشخصيات الجديدة، وتتعلم عدة تعاويذ سحرية، كما تواجه أحداثا حدثت لها في الماضي.
تتبع اللعبة منظور الشخص الثالث وتتحرك عن طريق الفأرة، وهي تصنف كلعبة مغامرات يقوم فيها اللاعب بحل العديد من الأحاجي ويتبع العديد من الإجراءات للاستمرار في القصة. اللاعب لا يموت أو يعلق في اللعبة، ما يسمح للمستخدم بأن يندمج في اللعبة بدون الخوف من ارتكاب أي خطأ أو الحاجة للتخزين بشكل دائم، وبهذا لا توجد وسائل لتخزين اللعبة ولكن موقع اللاعب يخزن تلقائيا، ويستعيد موقعه عندما تتم إعادة تشغيل اللعبة.
اللعبة تقع أحداثها في أرض أوز السحرية التي ألفها ليمان فرانك بوم، وهي موضوعة في إطار الأربعينات بطراز الفيلم نوار ما فيه من شوارع قاسية والسماء ملبدة بالغيوم والنساء الفاتنات والمجرمين وكذلك الأزياء مثل معاطف المطر وقبعات الفيدورا. وقد اعتمد غيلبرت على شخصيات سلسلة كتب أوز أكثر من اعتماده على الفيلم، وقد وصفها بأنها عالم أوز من وجهة نظر الكاتب البوليسي رايموند تشاندلر.

## التطوير
قامت غيلبرت بتطوير اللعبة عن طريق برنامج بلايغراوند إس دي كاي، أما فن الخلفية فهو من تصميم جون غرين.

## الردود على اللعبة
أغلب الردود على اللعبة كانت إيجابية، ونالت القصة أغلب الثناء، حتى في بعض التقييمات الأقل إيجابية من غيرها (مثل جيم ستيرلينغ في موقعه ديستركتويد). تصدرت اللعبة قمة قوائم ألعاب بلاي فيرست لعدة أسابيع بعد صدورها، أما موقع غيم تونيل فقد أعطاها الجائزة الذهبية وجعلها في المركز الثاني في فبراير 2009 عن إصدارات الألعاب المستقلة.

## وصلات خارجية
- الموقع الرسمي
- Emerald City Confidential at PlayFirst
- مدينة الزمرد سري على موبي غيمز